# Latosculum minor
Latosculum minor är en stekelart som först beskrevs av Szepligeti 1916.  Latosculum minor ingår i släktet Latosculum och familjen brokparasitsteklar. Inga underarter finns listade i Catalogue of Life.